# عقد 1180 هـ
عقد 1180 هـ هو الفترة بين عام 1180 إلى 1189 في التقويم الهجري، أي العشر سنوات التاسعة من القرن الحادي عشر الهجري.